# Nazionale maschile di calcio del Ghana

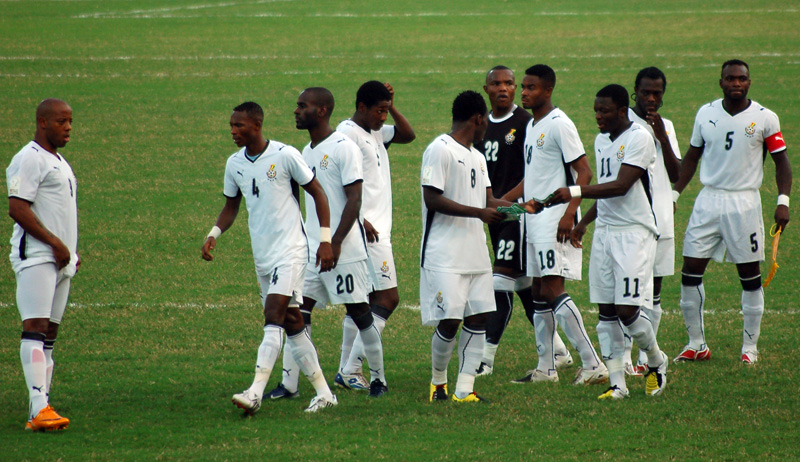
Il Ghana che affrontò la nei quarti di finale della Coppa d'Africa 2008, giocata in casa.

La nazionale di calcio del Ghana, conosciuta come la squadra delle Stelle nere o il Brasile d'Africa, è la rappresentativa nazionale calcistica del Ghana ed è posta sotto l'egida della Ghana Football Association.
È una delle nazionali africane di maggiore prestigio, potendo vantare in bacheca quattro Coppe d'Africa (1963, 1965, 1978, 1982). Nella stessa competizione conta cinque secondi posti (1968, 1970, 1992, 2010, 2015), un terzo posto (2008) e quattro quarti posti (1996, 2012, 2013 e 2017). Dal 2008 al 2017 ha raggiunto per sei edizioni consecutive almeno la semifinale del torneo.
Ha partecipato a quattro fasi finali della coppa del mondo (2006, 2010, 2014 e 2022), competizione in cui ha raggiunto i quarti di finale nel 2010.
Il Ghana vanta un grande prestigio a livello giovanile, avendo vinto il campionato mondiale Under-17 per due volte ed essendosi classificata seconda per altre due volte nella stessa competizione.
Nella graduatoria FIFA in vigore da agosto 1993 il miglior posizionamento è stato il 14º posto del febbraio 2008, mentre il peggiore è stato l'89º posto del giugno 2004; occupa il 61º posto della graduatoria.

## Storia

### Esordi (1957-1960)
La federazione calcistica del Ghana fu fondata nel 1957, poco dopo l'indipendenza della nazione, e si affiliò alla CAF e alla FIFA nel 1958. L'inglese George Ainsley fu nominato commissario tecnico della nazionale.

### Anni d'oro, caduta e risalita (1960-1980)

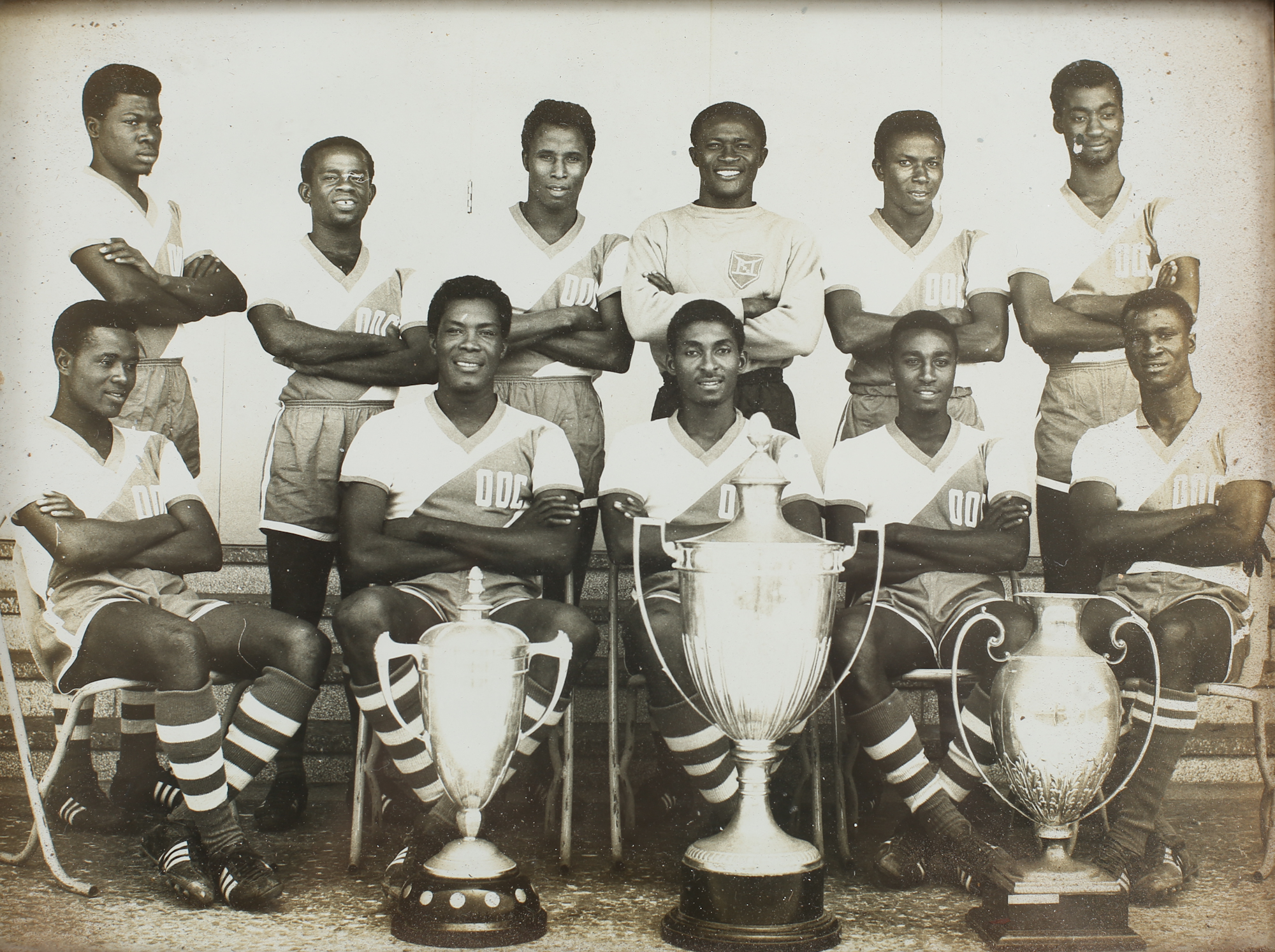
Alcuni nazionali del Ghana degli anni '60 posano con i trofei vinti in quel decennio.

Nel 1960 nascono ufficialmente le Black Stars, così chiamate per la prima volta da Ohene Djan, potente direttore dello sport ghanese. Il nucleo originario delle Stelle nere era formato, in maniera pressoché stabile, da 18 calciatori: C.K. Gyamfi (capitano), Aggrey Fynn, Addo Odametey, E.O. Oblitey, Ofei Dodoo, Adoquaye Laryea, E. Obadzen, Baba Yara, Dogo Moro, W.K. Mfum, Mohammed Salisu, Kwao Baffoe, Asebi Boakye, Kwame Addarkwah, Kwame Appiah, Ben Simmons (Acheampong), A.R. Kassum e R. Bunyah.
Il 19 agosto 1962 allo Sports Stadium di Accra il Ghana giocò contro il Real Madrid campione di Spagna, d'Europa e del mondo in carica, e pareggiò per 3-3.
Nel 1961 divenne CT Charles Kumi Gyamfi, che condusse la squadra del Ghana a due successi di fila in Coppe d'Africa, nel 1963 e nel 1965, e alla vittoria più larga della sua storia, un 13-0 contro il Nyasaland, oggi Malawi, in trasferta. La squadra ghanese raggiunse la finale della Coppa d'Africa anche nel 1968 (sconfitta per 0-1 dallo Zaire) e nel 1970 (0-1 dal Sudan). Negli anni sessanta si guadagnò il soprannome di Brasile d'Africa. In questo periodo, però, la nazionale non brillò nelle qualificazioni per la Coppa del mondo.
Tra gli anni sessanta e settanta il Ghana si qualificò per le Olimpiadi, dove raggiunse i quarti di finale nel 1964 e si ritirò per motivi politici nel 1976. Ciononostante negli anni settanta fallì la qualificazione a tre edizioni consecutive della Coppa d'Africa.
Il Ghana riuscì poi a vincere la sua terza Coppa d'Africa nell'edizione del 1978, giocata in casa, grazie a una squadra di grande qualità, che includeva calciatori come Karim Abdul Razak, futuro Pallone d'oro africano, George Alhassan e il mago del dribbling Mohammed Polo. A capitolare in finale fu l'Uganda (2-0).
Dopo l'eliminazione al primo turno della Coppa d'Africa 1980 e il ritiro dalle qualificazioni al campionato del mondo 1982, il Ghana si aggiudicò la Coppa d'Africa 1982. Allenata da Opoku Nti, la compagine ghanese incomincia con due pareggi contro i padroni di casa della Libia (2-2) e il Camerun (0-0), poi batte la Tunisia (1-0) e in semifinale elimina l'Algeria (3-2) dopo i tempi supplementari. In finale ha la meglio sulla Libia ai tiri di rigore con il risultato di 7-6 (1-1 dopo i tempi supplementari), mettendo in bacheca il trofeo continentale per la quarta volta.

### La generazione di Yeboah e Pelé (1983-1998)
Malgrado il trionfo del 1982 e il successo dell'Asante Kotoko, squadra ghanese, nella Coppa dei Campioni africana del 1983, negli anni '80 la selezione ghanese vive un periodo avaro di successi. Nella Coppa d'Africa 1984 è eliminata al primo turno dopo due sconfitte consecutive contro Nigeria e Algeria, prima di battere inutilmente il Malawi (1-0) nell'ultimo match. Negli anni a venire i risultati sono financo peggiori: la selezione del Ghana fallisce la qualificazione a tre fasi finali consecutive del massimo torneo continentale (nel 1986 contro la Costa d'Avorio, nel 1988 contro la Sierra Leone e nel 1990 contro il Gabon).
Nelle eliminatorie della Coppa del mondo le cose non vanno meglio. Nel 1985, nelle qualificazioni CAF a Messico 1986, le Stelle nere eliminano la Costa d'Avorio, ma nel terzo turno si arrendono alla Libia. Tre anni dopo sono eliminati dalla Liberia nel primo turno delle eliminatorie CAF per Italia 1990.
Alla fine degli anni '80 si afferma una nuova generazione di talenti ghanesi, guidata da due attaccanti di alto livello, Anthony Yeboah e Abedi Pelé, impostisi a livello di squadre di club in prestigiosi campionati europei. Punto di forza dell'Olympique Marsiglia, Pelé sarà eletto Pallone d'oro africano nel 1991, terzo ghanese a riuscire nell'impresa.
I progressi della nazionale incominciarono nel 1991, con la nomina del CT Burkhard Ziese. Nella Coppa d'Africa 1992 il Ghana tornò nella fase finale della competizione. Battuti Zambia (1-0) ed Egitto (1-0), eliminò ai quarti di finale il Rep. del Congo (2-1) e in semifinale la Nigeria (2-1). Cinque dei sei gol fino a quel momento erano stati segnati dalla coppia Pelé-Yeboah. In finale, prive dello squalificato Pelé, le Stelle nere pareggiarono per 0-0 e vennero sconfitte dalla Costa d'Avorio ai tiri di rigore, dopo una serie interminabile (11-10 il risultato finale). Pelé si confermò Pallone d'oro africano nel 1992 e nel 1993, realizzando una tripletta senza eguali nella storia del trofeo.
Negli anni novanta i contrasti tra Abedi Pelé e Anthony Yeboah costrinsero tuttavia il governo e il parlamento ghanese a intervenire per sedare gli animi e riportare calma nell'ambiente della nazionale, che era scivolata all'89º posto nella classifica mondiale della FIFA.

### Nuovo millennio (2000-oggi)
Una nuova generazione di talenti salì alla ribalta agli albori del terzo millennio, qualificandosi per il campionato mondiale Under-20 del 2001 e costituendo la spina dorsale della nazionale maggiore ghanese presente alla Coppa d'Africa 2002 e della nazionale olimpica presente alle Olimpiadi 2004.
Nel 2005 il Ghana rimase imbattuto e si qualificò per il campionato del mondo di Germania 2006, prima volta delle Black Stars nella fase finale del mondiale. Nella Coppa d'Africa 2006 la squadra deluse, venendo eliminata al primo turno. Più positivo fu invece il suo percorso nel mondiale: inserita nel girone E con i futuri campioni del mondo dell'Italia, gli Stati Uniti e la Rep. Ceca, perse per 2-0 la prima partita del girone contro l'Italia, ma poi batté per 2-0 la Repubblica Ceca nella seconda, e nella terza e ultima superò gli Stati Uniti per 2-1, qualificandosi agli ottavi come seconda dietro all'Italia. Agli ottavi, il Ghana perse per 3-0 dal Brasile e venne eliminato.
Giocò in casa la Coppa d'Africa 2008, dove raggiunse la semifinale. Nella corsa per il mondiale di Sudafrica 2010 fu la prima squadra africana, escluso il Sudafrica qualificato d'ufficio come nazione ospitante, a qualificarsi con due turni d'anticipo, eliminando Mali, Benin e Sudan.
Nella Coppa d'Africa 2010 in Angola si qualificò per la finale, dove venne sconfitta di misura dall'Egitto.
Al campionato del mondo 2010 il Ghana fu inserito nel gruppo D insieme con Germania, Australia, Serbia. Considerata tra le favorite per il passaggio del turno, la squadra ghanese ben figurò, battendo alla prima giornata la Serbia (1-0) e pareggiando la seconda partita con l'Australia (1-1), pur avendo giocato per un'ora in superiorità numerica. Nell'ultima e decisiva partita del girone le Stelle nere giocarono contro la ben più blasonata Germania e nonostante la sconfitta di misura riuscirono a qualificarsi agli ottavi di finale di un mondiale per la seconda volta consecutiva. Contro gli Stati Uniti, già affrontati e battuti quattro anni prima in Germania, il Ghana vinse per 2-1 dopo i tempi supplementari grazie alle reti di Boateng e di Asamoah Gyan. Con questo risultato il Ghana raggiunse i quarti di finale della Coppa del mondo per la prima volta nella sua storia, terza nazionale africana a centrare l'obiettivo (dopo il Camerun nel 1990 e il Senegal nel 2002). Nei minuti di recupero del secondo tempo supplementare del quarto di finale contro l'Uruguay, con il risultato sull'1-1, un colpo di testa di Dominic Adiyiah stava per regalare la semifinale ai ghanesi, ma l'attaccante sudamericano Luis Suárez respinse volontariamente con le mani il pallone che stava entrando in porta. Il conseguente rigore fu sbagliato da Gyan, che calciò sulla traversa. Si andò così ai tiri di rigore, dove furono gli uruguaiani a imporsi.
Dopo aver chiuso al quarto posto le due seguenti Coppe d'Africa, del 2012 e del 2013, al mondiale di Brasile 2014 i ghanesi non furono in grado di ripetere l'impresa di quattro anni prima, venendo questa volta eliminati al primo turno, dopo la sconfitta contro gli Stati Uniti (1-2), il pareggio contro la Germania di lì a poco campione del mondo (2-2) e un'altra sconfitta contro il Portogallo (1-2).
Nella Coppa d'Africa 2015 arrivò in finale, dove fu battuta ai tiri di rigore dalla Costa d'Avorio. Due anni dopo, nella Coppa d'Africa 2017, il suo cammino si fermò in semifinale contro il Camerun (2-0) e si concluse con il quarto posto, dopo la finale di consolazione persa contro il Burkina Faso (1-0).
Mancato l'accesso al campionato del mondo 2018, nelle cui eliminatorie il Ghana non andò oltre il terzo posto nel girone vinto dal Egitto e con l'Uganda secondo, avendo pareggiato 4 delle 6 partite giocate, il Ghana ebbe accesso alla Coppa d'Africa 2019, dove si fermò agli ottavi di finale, a causa della sconfitta per 5-4 contro la Tunisia ai tiri di rigore, dopo l'1-1 dei 120 minuti di gioco. Una nuova delusione arrivò nella Coppa d'Africa 2021, nella quale la nazionale ghanese, contro tutti i pronostici, fu eliminata alla fase a gironi, avendo raccolto un solo punto in tre partite e avendo perso l'ultima partita, contro i debuttanti delle Comore (2-3); per i ghanesi fu la prima eliminazione al primo turno della rassegna continentale dal 2006.
Qualificatosi al campionato del mondo 2022 eliminando allo spareggio la Nigeria per la regola dei gol fuori casa, il Ghana fu poi eliminato al primo turno della rassegna qatariota, dopo la sconfitta contro il Portogallo (2-3), la vittoria contro la Corea del Sud (3-2) e la sconfitta contro l'Uruguay (2-0). Poco più di un anno dopo, alla Coppa d'Africa 2023 tenutasi nel gennaio 2024, il Ghana fu eliminato alla fase a gironi per la seconda volta consecutiva: finito il gruppo al terzo posto dietro all'Egitto, finalista del torneo di due anni prima, e al sorprendente Capo Verde, ottenne solo 2 punti insieme al Mozambico, comunque insufficienti per qualificarsi alla fase a eliminazione diretta come una delle quattro migliori terze classificate.
La nazionale ghanese fu addirittura estromessa dalla Coppa d'Africa 2025: nel gruppo F delle qualificazioni, finì ultima dietro a Niger, Sudan e Angola con soli tre punti e nessuna vittoria.

## Colori e divise
A differenza di altre squadre dell'Africa nera (quindi escluso il Maghreb) che usano spesso e volentieri i colori delle proprie bandiere per lo più i panafricani o comunque divise molto vistose, la nazionale ghanese scende in campo con una divisa completamente bianca con bordi neri, come la Germania. In realtà questa scelta cromatica non è stata sempre univoca, essendo stata adottata in tempi recenti. In particolare il Ghana fino alla metà degli anni 1990 vestiva sgargianti divise richiamanti la bandiera nazionale, in genere gialle col rosso e verde ben marcati. Divisa emblematica è quella utilizzati tra gli anni sessanta e settanta, composta da strisce verticali giallo-verdi e spalle rosse.
Simbolo di una certa continuità è la stella nera, presente nella bandiera proprio al centro e stemma primordiale della nazionale sul petto. Adottato in seguito lo stemma della federazione, la stella è sempre e comunque, magari in minor parte, comparsa sulle maglie. Attualmente è posta in traslucenza su una spalla.

## Stadio
La nazionale ghanese di calcio non disputa le partite interne in uno stadio fisso. Partite ufficiali e amichevoli sono state giocate al Sekondi-Takoradi Stadium di Sekondi-Takoradi, al Len Clay Stadium, al Kumasi Sports Stadium e all'Abrankese Stadium di Kumasi, al Cape Coast Sports Stadium di Cape Coast, all'Accra Sports Stadium di Accra e al Tamale Stadium di Tamale. Durante le qualificazioni alla Coppa d'Africa 2002 e alla Coppa d'Africa 2004 sono stati impiegati stadi di capienza minore.
La squadra si allena all'Agyeman Badu Stadium e al Berekum Sports Stadium di Brong-Ahafo, al Tema Sports Stadium di Tema e al Complesso sportivo Lizzy di Legon.

## Commissari tecnici
- 1958-59  George Ainsley
- 1959-62  Andreas Sjolberg
- 1962  József Ember
- 1963-65  Charles Kumi Gyamfi
- 1967  Carlos Alberto Parreira
- 1968-70  Karl-Heinz Marotzke
- 1970-73  Ben Koufie
- 1973-74  Dumitru Nicolae
- 1974-75  Karl-Heinz Weigang
- 1977-78  O. C. Sampaio
- 1978-81  Fred Osam-Duodu
- 1982-83  Charles Kumi Gyamfi
- 1984  Emmanuel Akwasi Afranie
- 1984  Herbet Addo
- 1986-87  Rudi Gutendorf
- 1988-89  Fred Osam-Duodu
- 1990-92  Burkhard Ziese
- 1992-93  Otto Pfister
- 1993  Fred Osam-Duodu
- 1993-94  Jørgen E. Larsen
- 1994  Edward Aggrey-Fynn
- 1995  Petre Gavrilă
- 1996  Ismael Kurtz
- 1996-97  Samuel Arday
- 1997-98  Rinus Israël
- 1998-00  Giuseppe Dossena
- 2000  Fred Osam-Duodu
- 2001  Cecil Jones Attuquayefio
- 2001-02  Fred Osam-Duodu
- 2002  Milan Živadinović
- 2002  Emmanuel Kwasi Afranie
- 2003  Burkhard Ziese
- 2003  Ralf Zumdick (ad interim)
- 2003-2004  Mariano Barreto
- 2004  Samuel Arday
- 2004-06  Ratomir Dujković
- 2006-08  Claude Le Roy
- 2008  Sellas Tetteh (ad interim)
- 2008-10  Milovan Rajevac
- 2010-11  Kwesi Appiah
- 2011-12  Goran Stevanović
- 2012-14  Kwesi Appiah
- 2014  Maxwell Konadu (ad interim)
- 2014-17  Avraham Grant
- 2017  Maxwell Konadu (ad interim)
- 2017-20  Kwesi Appiah
- 2020-21  Charles Akonnor
- 2021-22  Milovan Rajevac
- 2022  Otto Addo
- 2023-2024  Chris Hughton

## Palmarès
- Coppa d'Africa: 4

Ghana 1963, Tunisia 1965, Ghana 1978, Libia 1982

## Partecipazioni ai tornei internazionali
Legenda: Grassetto: Risultato migliore, Corsivo: Mancate partecipazioni

## Statistiche dettagliate sui tornei internazionali

### Mondiali
| Anno | Luogo                    | Piazzamento      | V | N | P | Gol |
| ---- | ------------------------ | ---------------- | - | - | - | --- |
| 1930 | Uruguay                  | Non iscritta     | - | - | - | -   |
| 1934 | Italia                   | Non iscritta     | - | - | - | -   |
| 1938 | Francia                  | Non iscritta     | - | - | - | -   |
| 1950 | Brasile                  | Non iscritta     | - | - | - | -   |
| 1954 | Svizzera                 | Non iscritta     | - | - | - | -   |
| 1958 | Svezia                   | Non iscritta     | - | - | - | -   |
| 1962 | Cile                     | Non qualificata  | - | - | - | -   |
| 1966 | Inghilterra              | Non qualificata  | - | - | - | -   |
| 1970 | Messico                  | Non qualificata  | - | - | - | -   |
| 1974 | Germania                 | Non qualificata  | - | - | - | -   |
| 1978 | Argentina                | Non qualificata  | - | - | - | -   |
| 1982 | Spagna                   | Non qualificata  | - | - | - | -   |
| 1986 | Messico                  | Non qualificata  | - | - | - | -   |
| 1990 | Italia                   | Non qualificata  | - | - | - | -   |
| 1994 | Stati Uniti              | Non qualificata  | - | - | - | -   |
| 1998 | Francia                  | Non qualificata  | - | - | - | -   |
| 2002 | Giappone / Corea del Sud | Non qualificata  | - | - | - | -   |
| 2006 | Germania                 | Ottavi di finale | 2 | 0 | 2 | 4:6 |
| 2010 | Sudafrica                | Quarti di finale | 2 | 2 | 1 | 5:4 |
| 2014 | Brasile                  | Primo turno      | 0 | 1 | 2 | 4:6 |
| 2018 | Russia                   | Non qualificata  | - | - | - | -   |
| 2022 | Qatar                    | Primo turno      | 1 | 0 | 2 | 5:7 |

## Tutte le rose

### Mondiali
Coppa del Mondo FIFA 20061 Adjei, 2 Sarpei, 3 Gyan, 4 Kuffour, 5 Mensah, 6 Pappoe, 7 Shilla, 8 Essien, 9 Boateng, 10 Appiah, 11 Muntari, 12 Tachie-Mensah, 13 Mohamed, 14 Amoah, 15 Paintsil, 16 Owu, 17 Quaye, 18 E. Addo, 19 Pimpong, 20 O. Addo, 21 Issah, 22 Kingson, 23 Dramani, CT: Dujković
Coppa del Mondo FIFA 20101 Agyei, 2 Sarpei, 3 Gyan, 4 Paintsil, 5 John Mensah, 6 Annan, 7 Inkoom, 8 Jonathan Mensah, 9 D. Boateng, 10 Appiah, 11 Muntari, 12 Tagoe, 13 A. Ayew, 14 Amoah, 15 Vorsah, 16 Ahorlu, 17 I. Ayew, 18 Adiyiah, 19 Addy, 20 Owusu-Abeyie, 21 Asamoah, 22 Kingson, 23 K. Boateng, CT: Rajevac
Coppa del Mondo FIFA 20141 Adams, 2 Inkoom, 3 Gyan, 4 Opare, 5 Essien, 6 Acquah, 7 Atsu, 8 Agyemang-Badu, 9 Boateng, 10 A. Ayew, 11 Muntari, 12 Larsen Kwarasey, 13 J. Ayew, 14 Adomah, 15 Sumaila, 16 Dauda, 17 Rabiu, 18 Waris, 19 Mensah, 20 Asamoah, 21 Boye, 22 Wakaso, 23 Afful, CT: Appiah
Coppa del Mondo FIFA 20221 Ati-Zigi, 2 Lamptey, 3 Odoi, 4 Salisu, 5 Partey, 6 Owusu, 7 Issahaku, 8 Kyereh, 9 J. Ayew, 10 A. Ayew, 11 Bukari, 12 Danlad, 13 Afriyie, 14 Mensah, 15 Aidoo, 16 Nurudeen, 17 Baba, 18 Amartey, 19 Williams, 20 Kudus, 21 Samed, 22 Sulemana, 23 Djiku, 24 Sowah, 25 Semenyo, 26 Seidu, CT: Addo

### Coppa d'Africa
Coppa d'Africa 1963P De Graft, P Dodoo-Ankrah, D Agyemang-Gyau, D Aikins, D Crentsil, D Kwame, D Oblitey, D Odametey, C Acheampong, C Adarkwa, C Aggrey-Fynn, C Dodoo, C Pare, A E. Acquah, A L. Acquah, A Kofi, A Mfum, A Salisu, CT: Gyamfi
Coppa d'Africa 1965P Bortey Naawu, P Dodoo-Ankrah, D Acquah, D Addo Odametey, D Agyemang-Gyau, D Evans, D Kusi, C Mensah, C Nii Lutterodt, C Nti, C Odoi, C Pare, C Simmons, A Ganiyu Salami, A Gbadamosi, A Jones Attuquayefio, A Kofi, CT: Gyamfi
Coppa d'Africa 1968P Bortey Naawu, P Mensah, P Kofie, D Acquah, D Boye, D Bukey, D Crentsil, D Eshun, D Kusi, D Odametey, C Ghartey, C Kofi, C Odoi, C Sunday, C Wilson, A Attuquayefio, A Foley, A Jabir, A Mfum, A Sampene, CT: Parreira
Coppa d'Africa 19781 Carr, 2 Paha, 3 Ansah, 4 Quaye, 5 Kuuku Dadzie, 6 Armah, 7 Nketia Yawson, 8 Alhassan, 9 Afriyie, 10 Abdul Razak, 11 Polo, 12 Salifu, 13 Yusif, 14 Acquaye, 15 Kayede, 16 Chesco, 17 Quarshie, 18 Kyenkyehene, 19 Seidu, 20 Klutse, 21 Blankson, 22 Moore, CT: Osam-Duodu
Coppa d'Africa 19821 Carr, P Baker, D Ampadu, D Appiah, D Kwame Sampson, D Lamptey, D Odamtten, D Paha, 9 Afriyie, D Yusif, C Asaase, C Badu, C Bannerman, C Essien, C Kofi Abbrey, C Nti, C Pelé, A Alhassan, A Kayede, A Quarshie, 22 Owusu Mensah, CT: Gyamfi
Coppa d'Africa 1992P E. Ansah, P S. Ansah, P Damba, D Ampeah, D Ankrah, D Appiah, D Armah, D Asare, D Baffoe, D Frimpong Manso, C Aborah, C Gargo, C Lamptey, C Opoku Nti, C Pelé, A Abrey, A Gyamfi, A Ibrahim, A Naawu, A Polley, A Preko, A Yeboah, CT: Pfister
Coppa d'Africa 1994P Addo, P Ansah, P Mensah, D Amankwah, D Ampeah, D Aramh, D Baffoe, D Dodoo, D Duah, D Frimpong Manso, D Opoku, D Whyte, C Akonnor, C Johnson, C Lamptey, C Laud, C Pelé, C Yaw, A Arthur, A Ayew, A Polley, A Yeboah, CT: Aggrey-Finn
Coppa d'Africa 1996P S. Addo, P Kingson, P Nanbanyin, D J. Addo, D Amankwah, D Asare, D Baidoo, D Dodoo, D Johnson, D Kuffour, C D. Addo, C Akonnor, C Kumah, C Lamptey, C Pelé, C Yahaya, C Yaw, A Aboagye, A Ayew, A Preko, A Tanko, A Yeboah, CT: Kurtza
Coppa d'Africa 19981 Kingson, 2 Edusei, 3 Owusu-Ansah, 4 S. Kuffour, 5 E. Addo, 6 Gargo, 7 Allotey, 8 Nyarko, 9 Tetteh, 10 Pelé, 11 Akonnor, 12 Ofori-Quaye, 13 E. Kuffour, 14 Agyeman-Duah, 15 Johnson, 16 S. Addo, 17 Aboagye, 18 Kumah, 19 Bastios, 20 Ackon, 21 Moses, 22 Mantey, CT: Israël
Coppa d'Africa 20001 Kingson, 2 Dugbatey, 3 E. Kuffour, 4 S. Kuffour, 5 Baidoo, 6 Gargo, 7 Preko, 8 Edusei, 9 Ayew, 10 Akonnor, 11 Ahinful, 12 Mantey, 13 Nettey, 14 Gyan, 15 Johnson, 16 Appiah, 17 Ofori-Quaye, 18 Kennedy, 19 D. Addo, 20 O. Addo, 21 Nyarko, 22 Adjei, CT: Dossena
Coppa d'Africa 20021 Nanor, 2 Mohammed, 3 E. Kuffour, 4 S. Kuffour, 5 Mensah, 6 Mireku, 7 Amoah, 8 Essien, 9 Amoako, 10 Boateng, 11 Tachie-Mensah, 12 Adjei, 13 Boakye, 14 Blay, 15 Owusu-Ansah, 16 Duah, 17 Gyan, 18 Addo, 19 Amponsah, 20 Razak, 21 Paintsil, 22 Kankani, CT: Osam-Duodu
Coppa d'Africa 20061 Adjei, 2 Ansah, 3 Agyemang, 4 Kuffour, 5 Mensah, 6 Pappoe, 7 Kingston, 8 Sarpei, 9 Tagoe, 10 Appiah, 11 Dickoh, 12 Attram, 13 Frimpong, 14 Amoah, 15 Paintsil, 16 Owu, 17 Edusei, 18 Yakubu, 19 Mohammed, 20 Adamu, 21 Issah, 22 McCarthy, 23 Dramani, CT: Dujković
Coppa d'Africa 20081 Adjei, 2 Sarpei, 3 A. Gyan, 4 Paintsil, 5 Mensah, 6 Annan, 7 Kingston, 8 Essien, 9 Agogo, 10 Asamoah, 11 Muntari, 12 Ayew, 13 B. Gyan, 14 Kumordzi, 15 Barusso, 16 Dauda, 17 Asare, 18 Addo, 19 Shilla, 20 Owusu-Abeyie, 21 Afful, 22 Kingson, 23 Dramani, CT: Le Roy
Coppa d'Africa 20101 McCarthy, 2 Sarpei, 3 Gyan, 4 Osei, 5 Mensah, 6 Annan, 7 Inkoom, 8 Essien, 9 Opoku, 10 Asamoah, 11 Narry, 12 Addy, 13 A. Ayew, 14 Amoah, 15 Vorsah, 16 Agyei, 17 I. Ayew, 18 Addo, 19 Agyemang-Badu, 20 Adiyiah, 21 Afful, 22 Kingson, 23 Dramani, CT: Rajevac
Coppa d'Africa 20121 Agyei, 2 Opare, 3 Gyan, 4 Paintsil, 5 John Mensah, 6 Annan, 7 Inkoom, 8 Agyemang-Badu, 9 Boateng, 10 A. Ayew, 11 Muntari, 12 Tagoe, 13 J. Ayew, 14 Alhassan, 15 Vorsah, 16 Larsen Kwarasey, 17 Addy, 18 Takyi, 19 Jonathan Mensah, 20 Asamoah, 21 Boye, 22 Sowah, 23 Abu, CT: Stevanović
Coppa d'Africa 20131 Agyei, 2 Kissi Boateng, 3 Gyan, 4 Paintsil, 5 Awal, 6 Annan, 7 Atsu, 8 Agyemang-Badu, 9 Boateng, 10 Adomah, 11 Rabiu, 12 Larsen Kwarasey, 13 Akaminko, 14 Asante, 15 Vorsah, 16 Dauda, 17 Clottey, 18 Boakye, 19 Mensah, 20 Asamoah, 21 Boye, 22 Wakaso, 23 Afful, CT: Appiah
Coppa d'Africa 20151 Razak, 2 Appiah, 3 Gyan, 4 Gyimah, 5 Awal, 6 Acquah, 7 Atsu, 8 Agyemang-Badu, 9 J. Ayew, 10 A. Ayew, 11 Wakaso, 12 Sowah, 13 Rabiu, 14 Asante, 15 Otoo, 16 Dauda, 17 Rahman, 18 Amartey, 19 Mensah, 20 Accam, 21 Boye, 22 Acheampong, 23 Afful, CT: Grant
Coppa d'Africa 20171 Razak, 2 Yiadom, 3 Gyan, 4 Mensah, 5 Partey, 6 Acquah, 7 Atsu, 8 Agyemang-Badu, 9 J. Ayew, 10 A. Ayew, 11 Wakaso, 12 R. Ofori, 13 Assifuah, 14 Tekpetey, 15 E. Ofori, 16 Dauda, 17 Baba, 18 Amartey, 19 Gyimah, 20 Tetteh, 21 Boye, 22 Acheampong, 23 Afful, CT: Grant
Coppa d'Africa 20191 Ofori, 2 Attamah, 3 Gyan, 4 Mensah, 5 Partey, 6 Acquah, 7 Atsu, 8 Kwabena, 9 J. Ayew, 10 A. Ayew, 11 Wakaso, 12 Ati-Zigi, 13 Ekuban, 14 Agbenyenu, 15 Nuhu, 16 Annan, 17 Baba, 18 Aidoo, 19 Owusu, 20 Asamoah, 21 Boye, 22 Yadom, 23 Agyepong, CT: Appiah
Coppa d'Africa 20211 Nurudeen, 2 Yiadom, 3 Baffour, 4 J. Mensah, 5 Partey, 6 Addo, 7 Issahaku, 8 Kyereh, 9 J. Ayew, 10 A. Ayew, 11 Wakaso, 12 Ati-Zigi, 13 Boakye, 14 G. Mensah, 15 Paintsil, 16 Wollacott, 17 A. Baba, 18 Amartey, 19 Owusu, 20 Kudus, 21 I. Baba, 22 Sulemana, 23 Djiku, 24 Attah, 25 Tetteh, 26 Mumin, 27 Quaye, 28 Abagna, CT: Rajevac
Coppa d'Africa 20231 Ofori, 2 Seidu, 3 Odoi, 4 Opoku, 5 Schindler, 6 Salisu, 7 Königsdörffer, 8 Ashimeru, 9 J. Ayew, 10 A. Ayew, 11 Bukari, 12 Wollacott, 13 Paintsil, 14 Mensah, 15 Owusu, 16 Ati-Zigi, 17 Hamidu, 18 Amartey, 19 Williams, 20 Kudus, 21 Samed, 22 Lamptey, 23 Djiku, 24 Nuamah, 25 Semenyo, 26 Baba, 27 Sowah, CT: Hughton

### Giochi olimpici
NOTA: per le informazioni sulle rose successive al 1948 visionare la pagina della Nazionale olimpica.

## Rosa attuale
Lista dei giocatori convocati per le gare di qualificazione alla Coppa delle nazioni africane 2025 del 15 e 18 novembre 2024. 
Statistiche aggiornate al termine della seconda gara.
|  | P | Lawrence Ati-Zigi             | 29 novembre 1996  | 27  | -36 | San Gallo           |  |  |
|  | P | Joe Wollacott                 | 8 settembre 1996  | 12  | -13 | Crawley Town        |  |  |
|  | P | Abdul Nurudeen                | 28 maggio 1999    | 6   | -8  | Eupen               |  |  |
|  |   |                               |                   |     |     |                     |  |  |
|  | D | Alexander Djiku               | 9 agosto 1994     | 31  | 2   | Fenerbahçe          |  |  |
|  | D | Gideon Mensah                 | 18 luglio 1998    | 29  | 0   | Auxerre             |  |  |
|  | D | Alidu Seidu                   | 4 giugno 2000     | 20  | 1   | Rennes              |  |  |
|  | D | Tariq Lamptey                 | 30 settembre 2000 | 11  | 0   | Brighton            |  |  |
|  | D | Kingsley Schindler            | 12 luglio 1993    | 6   | 0   | Samsunspor          |  |  |
|  | D | Jerome Opoku                  | 14 ottobre 1998   | 3   | 1   | İstanbul Başakşehir |  |  |
|  | D | Razak Simpson                 | 15 luglio 1998    | 2   | 0   | Nations Kumasi      |  |  |
|  | D | Jonas Adjetey                 | 13 dicembre 2003  | 1   | 0   | Basilea             |  |  |
|  | D | Nathaniel Adjei               | 21 agosto 2002    | 1   | 0   | Lorient             |  |  |
|  | D | Isaac Afful                   | 1º aprile 1999    | 1   | 0   | Samartex            |  |  |
|  |   |                               |                   |     |     |                     |  |  |
|  | C | Mohammed Kudus                | 2 agosto 2000     | 40  | 11  | West Ham Utd        |  |  |
|  | C | Elisha Owusu                  | 7 novembre 1997   | 15  | 0   | Auxerre             |  |  |
|  | C | Ibrahim Sulemana              | 22 maggio 2003    | 5   | 0   | Atalanta            |  |  |
|  | C | Michael Baidoo                | 14 maggio 1999    | 3   | 0   | Elfsborg            |  |  |
|  | C | Abu Francis                   | 27 aprile 2001    | 2   | 0   | Cercle Bruges       |  |  |
|  | C | Emmanuel Antwi                | 8 gennaio 2000    | 0   | 0   | Great Olympics      |  |  |
|  |   |                               |                   |     |     |                     |  |  |
|  | A | Jordan Ayew                   | 11 settembre 1991 | 109 | 29  | Leicester City      |  |  |
|  | A | Antoine Semenyo               | 7 gennaio 2000    | 25  | 2   | Bournemouth         |  |  |
|  | A | Abdul Fatawu Issahaku         | 8 marzo 2004      | 24  | 2   | Leicester City      |  |  |
|  | A | Iñaki Williams                | 15 giugno 1994    | 21  | 1   | Athletic Bilbao     |  |  |
|  | A | Ernest Nuamah                 | 1º novembre 2003  | 16  | 3   | Olympique Lione     |  |  |
|  | A | Joseph Paintsil               | 1º febbraio 1998  | 16  | 0   | LA Galaxy           |  |  |
|  | A | Ransford-Yeboah Königsdörffer | 13 settembre 2001 | 6   | 0   | Amburgo             |  |  |
|  | A | Ibrahim Osman                 | 29 novembre 2004  | 2   | 0   | Feyenoord           |  |  |

## Record individuali
Dati aggiornati al 31 maggio 2025.
- I giocatori in grassetto sono ancora in attività in nazionale.

| Pos. | Giocatore       | Presenze | Reti | Periodo   |
| ---- | --------------- | -------- | ---- | --------- |
| 1    | André Ayew      | 120      | 24   | 2007-     |
| 2    | Jordan Ayew     | 113      | 31   | 2009-     |
| 3    | Asamoah Gyan    | 109      | 51   | 2003-2019 |
| 4    | Richard Kingson | 90       | 1    | 1996-2012 |
| 5    | John Paintsil   | 89       | 0    | 2001-2013 |
| 6    | Harrison Afful  | 84       | 0    | 2008-2018 |
| 6    | Sulley Muntari  | 84       | 20   | 2002-2014 |
| 8    | John Mensah     | 83       | 3    | 2001-2012 |
| 9    | Emmanuel Badu   | 79       | 11   | 2008-2017 |
| 10   | Abedi Pelé      | 78       | 21   | 1982-1998 |

| Pos. | Giocatore         | Reti | Presenze | Periodo   |
| ---- | ----------------- | ---- | -------- | --------- |
| 1    | Asamoah Gyan      | 51   | 109      | 2003-2019 |
| 2    | Edward Acquah     | 45   | 41       | 1956-1964 |
| 3    | Kwasi Owusu       | 36   | 45+      | 1966-1976 |
| 4    | Jordan Ayew       | 31   | 113      | 2009-     |
| 5    | Karim Abdul Razak | 25   | 70       | 1975-1988 |
| 6    | André Ayew        | 24   | 120      | 2007-     |
| 7    | Abedi Pelé        | 21   | 78       | 1982-1998 |
| 8    | Sulley Muntari    | 20   | 84       | 2002-2014 |
| 8    | Wilberforce Mfum  | 20   | ?        | 1962-1968 |
| 10   | Osei Kofi         | 19   | ?        | 1962-1974 |